# Lijst van voetbalinterlands België - Nederland (mannen)

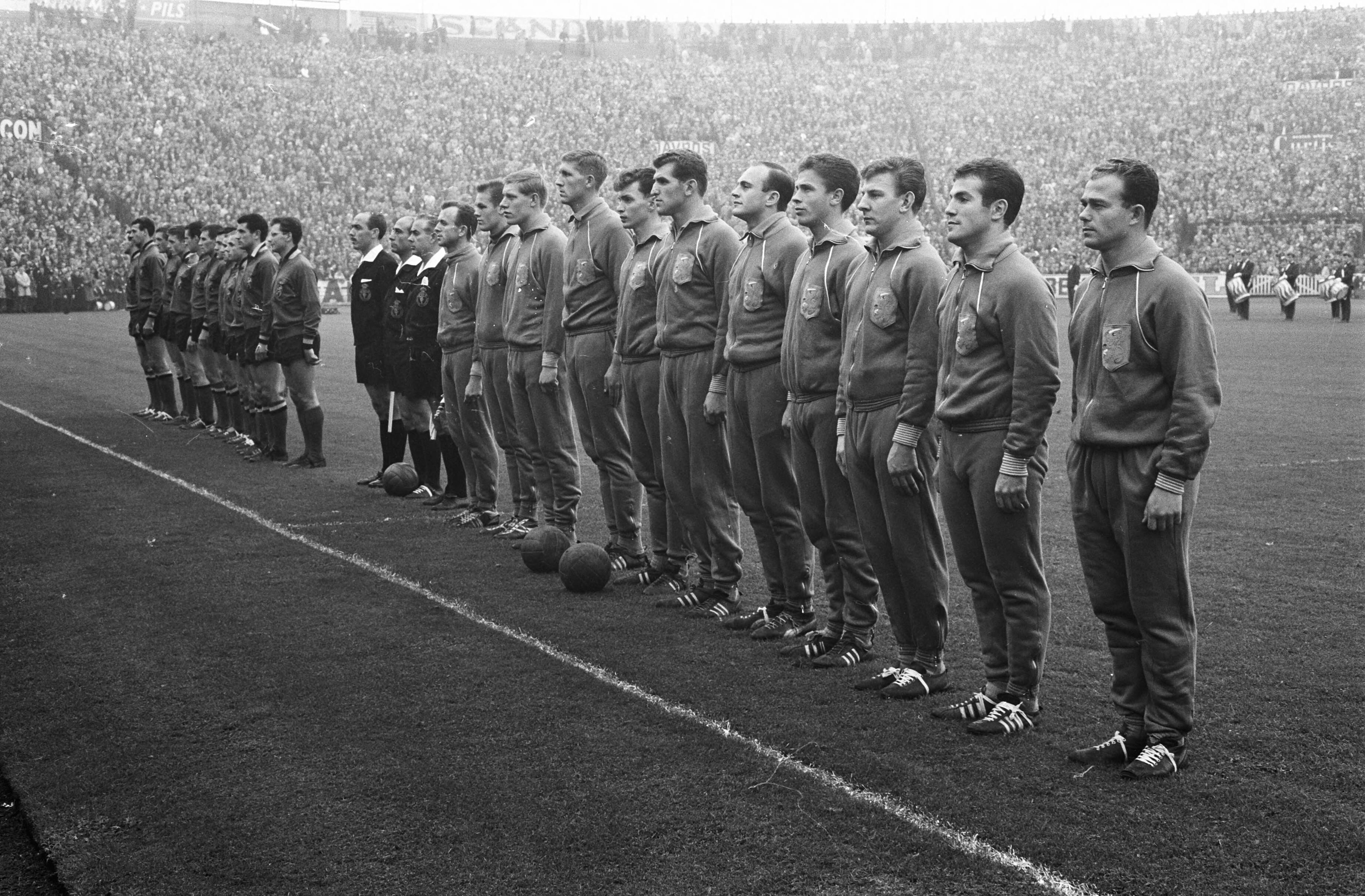
Nederlands elftal (op de voorgrond) en België, vlak voor aanvang van een wedstrijd in 1962

Deze lijst van voetbalinterlands is een overzicht van alle officiële voetbalwedstrijden tussen de nationale teams van België en Nederland. Deze regelmatig terugkerende wedstrijd wordt als een klassieker gezien in België en Nederland.
De landen hebben tot op heden 129 keer tegen elkaar gespeeld. Een interland tussen beide landen wordt ook wel de Derby der Lage Landen genoemd. De eerste keer dat de twee landen tegenover elkaar stonden was op 30 april 1905 in Antwerpen. Dit was tevens de eerste interland van het Nederlands elftal. De laatste derby tot nu toe vond plaats op 25 september 2022 in Amsterdam. Slechts twee wedstrijden tussen landen zijn vaker gespeeld, dit zijn Argentinië-Uruguay en Hongarije-Oostenrijk.

## Wedstrijden
| №   | № Int NED | Plaats    | Datum             | Competitie                  | Wedstrijd          | Uitslag |
| --- | --------- | --------- | ----------------- | --------------------------- | ------------------ | ------- |
| 1   | 1         | Antwerpen | 30 april 1905     | Vriendschappelijk           | België − Nederland | 1 − 4   |
| 2   | 2         | Rotterdam | 14 mei 1905       | Vriendschappelijk           | Nederland − België | 4 − 0   |
| 3   | 3         | Antwerpen | 29 april 1906     | Vriendschappelijk           | België − Nederland | 5 − 0   |
| 4   | 4         | Rotterdam | 13 mei 1906       | Vriendschappelijk           | Nederland − België | 2 − 3   |
| 5   | 6         | Antwerpen | 14 april 1907     | Vriendschappelijk           | België − Nederland | 1 − 3   |
| 6   | 7         | Haarlem   | 9 mei 1907        | Vriendschappelijk           | Nederland − België | 1 − 2   |
| 7   | 9         | Antwerpen | 29 maart 1908     | Vriendschappelijk           | België − Nederland | 1 − 4   |
| 8   | 10        | Rotterdam | 26 april 1908     | Vriendschappelijk           | Nederland − België | 3 − 1   |
| 9   | 15        | Antwerpen | 21 maart 1909     | Vriendschappelijk           | België − Nederland | 1 − 4   |
| 10  | 17        | Rotterdam | 25 april 1909     | Vriendschappelijk           | Nederland − België | 4 − 1   |
| 11  | 19        | Antwerpen | 13 maart 1910     | Vriendschappelijk           | België − Nederland | 3 − 2   |
| 12  | 20        | Haarlem   | 10 april 1910     | Vriendschappelijk           | Nederland − België | 7 − 0   |
| 13  | 23        | Antwerpen | 19 maart 1911     | Vriendschappelijk           | België − Nederland | 1 − 5   |
| 14  | 24        | Dordrecht | 2 april 1911      | Vriendschappelijk           | Nederland − België | 3 − 1   |
| 15  | 26        | Antwerpen | 10 maart 1912     | Vriendschappelijk           | België − Nederland | 1 − 2   |
| 16  | 29        | Dordrecht | 28 april 1912     | Vriendschappelijk           | Nederland − België | 4 − 3   |
| 17  | 35        | Antwerpen | 9 maart 1913      | Vriendschappelijk           | België − Nederland | 3 − 3   |
| 18  | 37        | Zwolle    | 20 april 1913     | Vriendschappelijk           | Nederland − België | 2 − 4   |
| 19  | 39        | Antwerpen | 15 maart 1914     | Vriendschappelijk           | België − Nederland | 2 − 4   |
| 20  | 41        | Amsterdam | 26 april 1914     | Vriendschappelijk           | Nederland − België | 4 − 2   |
| 21  | 51        | Antwerpen | 31 augustus 1920  | OS 1920                     | België − Nederland | 3 − 0   |
| 22  | 55        | Antwerpen | 15 mei 1921       | Vriendschappelijk           | België − Nederland | 1 − 1   |
| 23  | 58        | Antwerpen | 26 maart 1922     | Vriendschappelijk           | België − Nederland | 4 − 0   |
| 24  | 60        | Amsterdam | 7 mei 1922        | Vriendschappelijk           | Nederland − België | 1 − 2   |
| 25  | 63        | Amsterdam | 29 april 1923     | Vriendschappelijk           | Nederland − België | 1 − 1   |
| 26  | 66        | Amsterdam | 23 maart 1924     | Vriendschappelijk           | Nederland − België | 1 − 1   |
| 27  | 68        | Antwerpen | 27 april 1924     | Vriendschappelijk           | België − Nederland | 1 − 1   |
| 28  | 75        | Antwerpen | 15 maart 1925     | Vriendschappelijk           | België − Nederland | 0 − 1   |
| 29  | 78        | Amsterdam | 3 mei 1925        | Vriendschappelijk           | Nederland − België | 5 − 0   |
| 30  | 80        | Antwerpen | 14 maart 1926     | Vriendschappelijk           | België − Nederland | 1 − 1   |
| 31  | 83        | Amsterdam | 2 mei 1926        | Vriendschappelijk           | Nederland − België | 1 − 5   |
| 32  | 86        | Antwerpen | 13 maart 1927     | Vriendschappelijk           | België − Nederland | 2 − 0   |
| 33  | 88        | Amsterdam | 1 mei 1927        | Vriendschappelijk           | Nederland − België | 3 − 2   |
| 34  | 92        | Amsterdam | 11 maart 1928     | Vriendschappelijk           | Nederland − België | 1 − 1   |
| 35  | 93        | Antwerpen | 1 april 1928      | Vriendschappelijk           | België − Nederland | 1 − 0   |
| 36  | 97        | Rotterdam | 5 juni 1928       | OS 1928                     | Nederland − België | 3 − 1   |
| 37  | 100       | Amsterdam | 4 november 1928   | Vriendschappelijk           | Nederland − België | 1 − 1   |
| 38  | 103       | Antwerpen | 5 mei 1929        | Vriendschappelijk           | België − Nederland | 3 − 1   |
| 39  | 108       | Amsterdam | 4 mei 1930        | Vriendschappelijk           | Nederland − België | 2 − 2   |
| 40  | 109       | Antwerpen | 18 mei 1930       | Vriendschappelijk           | België − Nederland | 3 − 1   |
| 41  | 112       | Amsterdam | 29 maart 1931     | Vriendschappelijk           | Nederland − België | 3 − 2   |
| 42  | 114       | Antwerpen | 3 mei 1931        | Vriendschappelijk           | België − Nederland | 4 − 2   |
| 43  | 117       | Antwerpen | 20 maart 1932     | Vriendschappelijk           | België − Nederland | 1 − 4   |
| 44  | 118       | Amsterdam | 17 april 1932     | Vriendschappelijk           | Nederland − België | 2 − 1   |
| 45  | 124       | Antwerpen | 9 april 1933      | Vriendschappelijk           | België − Nederland | 1 − 3   |
| 46  | 125       | Amsterdam | 7 mei 1933        | Vriendschappelijk           | Nederland − België | 1 − 2   |
| 47  | 127       | Amsterdam | 11 maart 1934     | Vriendschappelijk           | Nederland − België | 9 − 3   |
| 48  | 129       | Antwerpen | 29 april 1934     | WK 1934 kwalificatie        | België − Nederland | 2 − 4   |
| 49  | 134       | Amsterdam | 31 maart 1935     | Vriendschappelijk           | Nederland − België | 4 − 2   |
| 50  | 135       | Brussel   | 12 mei 1935       | Vriendschappelijk           | België − Nederland | 0 − 2   |
| 51  | 140       | Amsterdam | 29 maart 1936     | Vriendschappelijk           | Nederland − België | 8 − 0   |
| 52  | 141       | Brussel   | 3 mei 1936        | Vriendschappelijk           | België − Nederland | 1 − 1   |
| 53  | 145       | Antwerpen | 4 april 1937      | Vriendschappelijk           | België − Nederland | 2 − 1   |
| 54  | 146       | Rotterdam | 2 mei 1937        | Vriendschappelijk           | Nederland − België | 1 − 0   |
| 55  | 149       | Rotterdam | 27 februari 1938  | Vriendschappelijk           | Nederland − België | 7 − 2   |
| 56  | 150       | Antwerpen | 3 april 1938      | WK 1938 kwalificatie        | België − Nederland | 1 − 1   |
| 57  | 155       | Antwerpen | 19 maart 1939     | Vriendschappelijk           | België − Nederland | 5 − 4   |
| 58  | 156       | Amsterdam | 23 april 1939     | Vriendschappelijk           | Nederland − België | 3 − 2   |
| 59  | 158       | Antwerpen | 17 maart 1940     | Vriendschappelijk           | België − Nederland | 7 − 1   |
| 60  | 160       | Amsterdam | 21 april 1940     | Vriendschappelijk           | Nederland − België | 4 − 2   |
| 61  | 162       | Amsterdam | 12 mei 1946       | Vriendschappelijk           | Nederland − België | 6 − 3   |
| 62  | 163       | Antwerpen | 30 mei 1946       | Vriendschappelijk           | België − Nederland | 2 − 2   |
| 63  | 165       | Amsterdam | 7 april 1947      | Vriendschappelijk           | Nederland − België | 2 − 1   |
| 64  | 166       | Antwerpen | 4 mei 1947        | Vriendschappelijk           | België − Nederland | 1 − 2   |
| 65  | 169       | Antwerpen | 14 maart 1948     | Vriendschappelijk           | België − Nederland | 1 − 1   |
| 66  | 170       | Rotterdam | 8 april 1948      | Vriendschappelijk           | Nederland − België | 2 − 2   |
| 67  | 175       | Antwerpen | 21 november 1948  | Vriendschappelijk           | België − Nederland | 1 − 1   |
| 68  | 176       | Amsterdam | 13 maart 1949     | Vriendschappelijk           | Nederland − België | 3 − 3   |
| 69  | 180       | Rotterdam | 6 november 1949   | Vriendschappelijk           | Nederland − België | 0 − 1   |
| 70  | 182       | Antwerpen | 16 april 1950     | Vriendschappelijk           | België − Nederland | 2 − 0   |
| 71  | 186       | Antwerpen | 12 november 1950  | Vriendschappelijk           | België − Nederland | 7 − 2   |
| 72  | 188       | Amsterdam | 15 april 1951     | Vriendschappelijk           | Nederland − België | 5 − 4   |
| 73  | 191       | Rotterdam | 25 november 1951  | Vriendschappelijk           | Nederland − België | 6 − 7   |
| 74  | 192       | Antwerpen | 6 april 1952      | Vriendschappelijk           | België − Nederland | 4 − 2   |
| 75  | 196       | Antwerpen | 19 oktober 1952   | Vriendschappelijk           | België − Nederland | 2 − 1   |
| 76  | 200       | Amsterdam | 19 april 1953     | Vriendschappelijk           | Nederland − België | 0 − 2   |
| 77  | 202       | Rotterdam | 25 oktober 1953   | Vriendschappelijk           | Nederland − België | 1 − 0   |
| 78  | 204       | Antwerpen | 4 april 1954      | Vriendschappelijk           | België − Nederland | 4 − 0   |
| 79  | 207       | Antwerpen | 24 oktober 1954   | Vriendschappelijk           | België − Nederland | 4 − 3   |
| 80  | 209       | Amsterdam | 3 april 1955      | Vriendschappelijk           | Nederland − België | 1 − 0   |
| 81  | 212       | Rotterdam | 16 oktober 1955   | Vriendschappelijk           | Nederland − België | 2 − 2   |
| 82  | 216       | Antwerpen | 8 april 1956      | Vriendschappelijk           | België − Nederland | 0 − 1   |
| 83  | 220       | Antwerpen | 14 oktober 1956   | Vriendschappelijk           | België − Nederland | 2 − 3   |
| 84  | 225       | Amsterdam | 28 april 1957     | Vriendschappelijk           | Nederland − België | 1 − 1   |
| 85  | 229       | Rotterdam | 17 november 1957  | Vriendschappelijk           | Nederland − België | 5 − 2   |
| 86  | 230       | Antwerpen | 13 april 1958     | Vriendschappelijk           | België − Nederland | 2 − 7   |
| 87  | 234       | Antwerpen | 28 september 1958 | Vriendschappelijk           | België − Nederland | 2 − 3   |
| 88  | 237       | Amsterdam | 19 april 1959     | Vriendschappelijk           | Nederland − België | 2 − 2   |
| 89  | 241       | Rotterdam | 4 oktober 1959    | Vriendschappelijk           | Nederland − België | 9 − 1   |
| 90  | 245       | Antwerpen | 24 april 1960     | Vriendschappelijk           | België − Nederland | 2 − 1   |
| 91  | 250       | Antwerpen | 2 oktober 1960    | Vriendschappelijk           | België − Nederland | 1 − 4   |
| 92  | 252       | Rotterdam | 22 maart 1961     | Vriendschappelijk           | Nederland − België | 6 − 2   |
| 93  | 257       | Amsterdam | 12 november 1961  | Vriendschappelijk           | Nederland − België | 0 − 4   |
| 94  | 258       | Antwerpen | 1 april 1962      | Vriendschappelijk           | België − Nederland | 3 − 1   |
| 95  | 263       | Antwerpen | 14 oktober 1962   | Vriendschappelijk           | België − Nederland | 2 − 0   |
| 96  | 265       | Rotterdam | 3 maart 1963      | Vriendschappelijk           | Nederland − België | 0 − 1   |
| 97  | 270       | Amsterdam | 20 oktober 1963   | Vriendschappelijk           | Nederland − België | 1 − 1   |
| 98  | 272       | Antwerpen | 22 maart 1964     | Vriendschappelijk           | België − Nederland | 0 − 0   |
| 99  | 276       | Antwerpen | 30 september 1964 | Vriendschappelijk           | België − Nederland | 1 − 0   |
| 100 | 285       | Rotterdam | 17 april 1966     | Vriendschappelijk           | Nederland − België | 3 − 1   |
| 101 | 292       | Antwerpen | 16 april 1967     | Vriendschappelijk           | België − Nederland | 1 − 0   |
| 102 | 298       | Amsterdam | 7 april 1968      | Vriendschappelijk           | Nederland − België | 1 − 2   |
| 103 | 324       | Antwerpen | 19 november 1972  | WK 1974 kwalificatie        | België − Nederland | 0 − 0   |
| 104 | 331       | Amsterdam | 18 november 1973  | WK 1974 kwalificatie        | Nederland − België | 0 − 0   |
| 105 | 346       | Antwerpen | 30 april 1975     | Vriendschappelijk           | België − Nederland | 1 − 0   |
| 106 | 353       | Rotterdam | 25 april 1976     | EK 1976 kwartfinale         | Nederland − België | 5 − 0   |
| 107 | 354       | Brussel   | 22 mei 1976       | EK 1976 kwartfinale         | België − Nederland | 1 − 2   |
| 108 | 360       | Antwerpen | 26 maart 1977     | WK 1978 kwalificatie        | België − Nederland | 0 − 2   |
| 109 | 364       | Amsterdam | 26 oktober 1977   | WK 1978 kwalificatie        | Nederland − België | 1 − 0   |
| 110 | 384       | Rotterdam | 26 september 1979 | Vriendschappelijk           | Nederland − België | 1 − 0   |
| 111 | 394       | Brussel   | 19 november 1980  | WK 1982 kwalificatie        | België − Nederland | 1 − 0   |
| 112 | 402       | Rotterdam | 14 oktober 1981   | WK 1982 kwalificatie        | Nederland − België | 3 − 0   |
| 113 | 414       | Brussel   | 21 september 1983 | Vriendschappelijk           | België − Nederland | 1 − 1   |
| 114 | 426       | Brussel   | 16 oktober 1985   | WK 1986 kwalificatie        | België − Nederland | 1 − 0   |
| 115 | 427       | Rotterdam | 20 november 1985  | WK 1986 kwalificatie        | Nederland − België | 2 − 1   |
| 116 | 438       | Rotterdam | 9 september 1987  | Vriendschappelijk           | Nederland − België | 0 − 0   |
| 117 | 507       | Orlando   | 25 juni 1994      | WK 1994                     | België − Nederland | 1 − 0   |
| 118 | 534       | Brussel   | 14 december 1996  | WK 1998 kwalificatie        | België − Nederland | 0 − 3   |
| 119 | 540       | Rotterdam | 6 september 1997  | WK 1998 kwalificatie        | Nederland − België | 3 − 1   |
| 120 | 547       | Parijs    | 13 juni 1998      | WK 1998                     | België − Nederland | 0 − 0   |
| 121 | 563       | Rotterdam | 4 september 1999  | Vriendschappelijk           | Nederland − België | 5 − 5   |
| 122 | 567       | Brussel   | 29 maart 2000     | Vriendschappelijk           | België − Nederland | 2 − 2   |
| 123 | 602       | Brussel   | 20 augustus 2003  | Vriendschappelijk           | België − Nederland | 1 − 1   |
| 124 | 611       | Eindhoven | 29 mei 2004       | Vriendschappelijk           | Nederland − België | 0 − 1   |
| 125 | 723       | Brussel   | 15 augustus 2012  | Vriendschappelijk           | België − Nederland | 4 − 2   |
| 126 | 776       | Amsterdam | 9 november 2016   | Vriendschappelijk           | Nederland − België | 1 − 1   |
| 127 | 796       | Brussel   | 16 oktober 2018   | Vriendschappelijk           | België − Nederland | 1 − 1   |
| 128 | 835       | Brussel   | 3 juni 2022       | UEFA Nations League 2022/23 | België − Nederland | 1 − 4   |
| 129 | 840       | Amsterdam | 25 september 2022 | UEFA Nations League 2022/23 | Nederland − België | 1 − 0   |

## Samenvatting
| Competitie          | Totaal gespeeld | Winst België | Gelijk | Winst Nederland | Doelsaldo België – Nederland |
| ------------------- | --------------- | ------------ | ------ | --------------- | ---------------------------- |
| WK-eindronde        | 2               | 1            | 1      | 0               | 1 − 0                        |
| WK-kwalificatie     | 12              | 2            | 3      | 7               | 7 − 19                       |
| EK-kwalificatie     | 2               | 0            | 0      | 2               | 1 − 7                        |
| UEFA Nations League | 2               | 0            | 0      | 2               | 1 − 5                        |
| Olympische Spelen   | 2               | 1            | 0      | 1               | 4 − 3                        |
| Vriendschappelijk   | 109             | 37           | 27     | 45              | 207 − 251                    |
| Totaal              | 129             | 41           | 31     | 57              | 221 − 285                    |

Wedstrijden bepaald door strafschoppen worden, in lijn met de FIFA, als een gelijkspel gerekend.

## Galerij
- Bioscoopjournaal uit mei 1922. Voetbalwedstrijd tussen Nederland en België.
- Bioscoopjournaal uit 1923. Filmverslag van de voetbalwedstrijd tussen Nederland en België in het Nederlandsch Sportpark te Amsterdam. Uitslag: 1-1
- De veertigste voetbalwedstrijd tussen Nederland en België. in het Stadion te Amsterdam (4 mei 1930, uitslag: 2-2). Nederlands elftal: H. Denis, D. van Kol, C. Kools, K. vd Wilt, H. Breitner, G. Landaal, W. Tap, J. de Kreek, J. vd Broek, E. vd Heijden. Scheidsrechter: Retchury (Oostenrijk).
- Bioscoopjournaal uit februari 1932. Samenvatting van de liefdadigheidsvoetbalwedstrijd Nederland - België 2-3 (rust 1-1) in het Olympisch Stadion in Amsterdam.

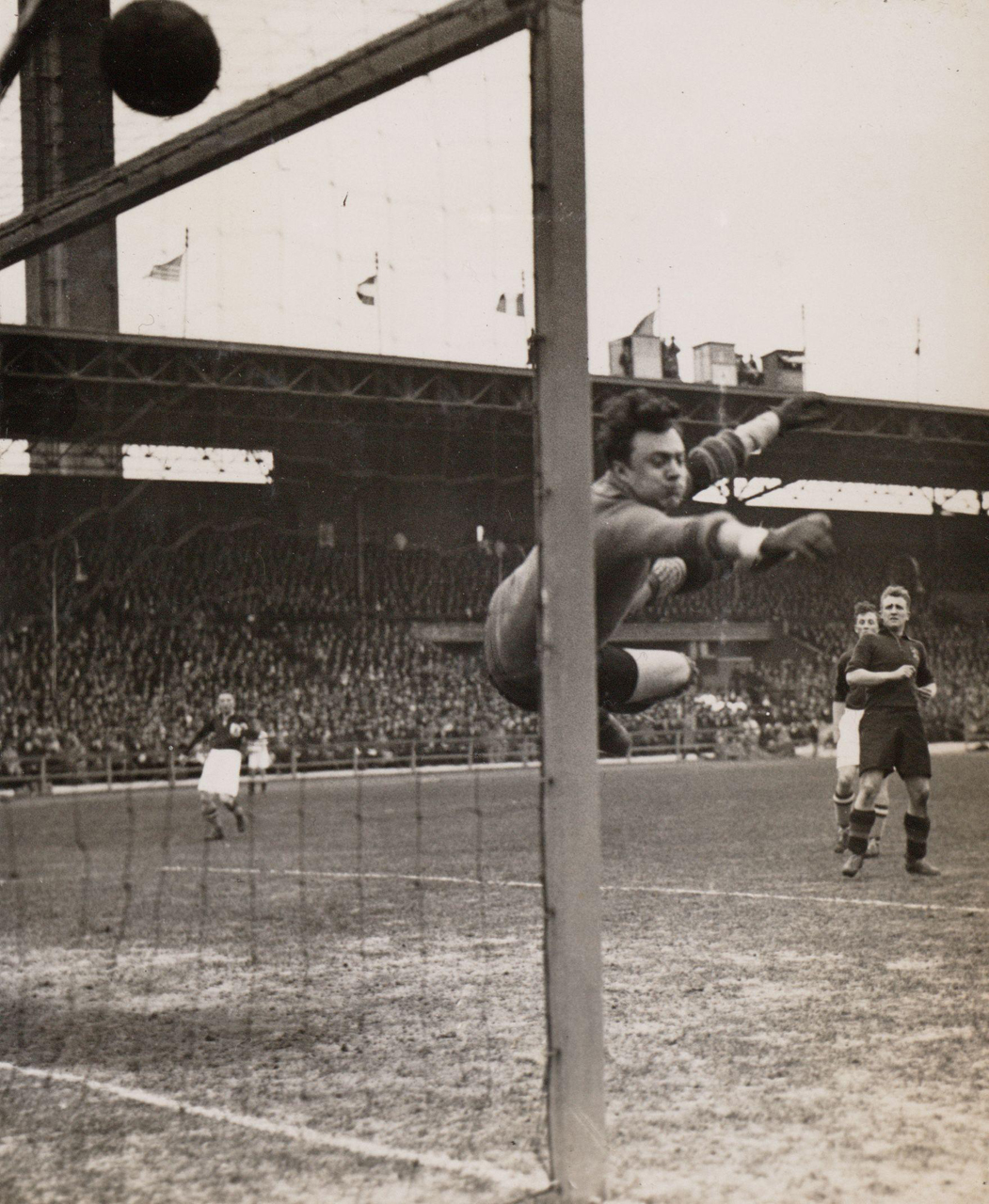
Nederland - België (11 maart 1934)
- Vriendschappelijke voetbalwedstrijd Nederland - België op 2 mei 1937 in het Stadion Feijenoord te Rotterdam. Uitslag 1-0
- Bioscoopjournaal. In het Olympisch Stadion te Amsterdam wordt (op 17 april 1939) de voetbalwedstrijd Nederland-België gespeeld (uitslag: 3-2).
- Bioscoopjournaal uit december 1939. Jubileum-voetbalwedstrijd tussen Nederland en België in De Kuip te Rotterdam, tgv het 50-jarig bestaan van de KNVB. Uitslag wedstrijd: 5-2.
- Samenvatting van de vriendschappelijke voetbalwedstrijd Nederland - België op 3 april 1955 in het Olympisch Stadion in Amsterdam. Uitslag 1-0 (rust 1-0). Doelpunt van Coen Dillen

KBVB · A-internationals · Selecties · Statistieken · Bondscoaches · Belgisch vrouwenelftal · Olympisch elftal · België U21 · België U20 · België U19 · België U18 · België U17 · België U16 · Vrouwen U19 · Vrouwen U17
Albanië ·
Algerije ·
Andorra ·
Argentinië ·
Armenië ·
Australië ·
Azerbeidzjan ·
Bosnië en Herzegovina · 
Brazilië ·
Bulgarije ·
Burkina Faso ·
Canada ·
Chili ·
Colombia ·
Costa Rica ·
Cyprus ·
DDR ·
Denemarken ·
Duitsland ·
Egypte ·
El Salvador ·
Engeland ·
Estland ·
Faeröer ·
Finland ·
Frankrijk ·
Gabon ·
Gibraltar ·
Griekenland ·
Hongarije ·
Ierland ·
IJsland ·
Irak ·
Israël ·
Italië ·
Ivoorkust ·
Japan ·
Joegoslavië ·
Kazachstan ·
Kroatië · 
Letland ·
Litouwen ·
Luxemburg ·
Malta ·
Marokko ·
Mexico ·
Montenegro · 
Nederland ·
Noord-Ierland ·
Noord-Macedonië ·
Noorwegen ·
Oekraïne ·
Oostenrijk ·
Panama · 
Paraguay ·
Peru ·
Polen ·
Portugal ·
Qatar ·
Roemenië ·
Rusland ·
San Marino ·
Saoedi-Arabië ·
Schotland ·
Servië ·
Servië en Montenegro ·
Slovenië ·
Slowakije ·
Sovjet-Unie ·
Spanje ·
Tsjechië ·
Tsjecho-Slowakije ·
Tunesië · 
Turkije · 
Uruguay · 
Verenigde Staten · 
Wales · 
Wit-Rusland ·
Zambia · 
Zuid-Korea · 
Zweden · 
Zwitserland
Algerije (2014) ·
Argentinië (2014) · 
Brazilië (2018) · 
Canada (2022) · 
Denemarken (2021) · 
Engeland (2018, 1) · 
Engeland (2018, 2) · 
Finland (2021) · 
Frankrijk (1904) ·
Frankrijk (2018) · 
Ierland (2016) · 
Italië (2016) · 
Italië (2021) · 
Japan (2018) · 
Kroatië (2022) · 
Marokko (2022) · 
Nederland (1985) · 
Panama (2018) ·
Polen (1982) · 
Portugal (2021) · 
Rusland (2014) · 
Rusland (2021) · 
Sovjet-Unie (1982) · 
Tunesië (2018) · 
Verenigde Staten (2014) ·
West-Duitsland (1980) · 
Zuid-Korea (2014)
KNVB ·
A-internationals ·
Bondscoaches (m) ·
Topscorers ·
Nederlands vrouwenelftal ·
Bondscoaches (v) ·
Nederland B ·
Olympisch elftal ·
Jong Oranje ·
Nederland –20 ·
Nederland –19 ·
Nederland –18 ·
Nederland –17 ·
Nederland –16 ·
Nederland –15 ·
Nederlands amateurelftal ·
Nederlands zaterdagelftal ·
Jong OranjeLeeuwinnen ·
Vrouwen –20 ·
Vrouwen –19 ·
Vrouwen –18 ·
Vrouwen –17 ·
Vrouwen –16 ·
Vrouwen –15 ·
Militair mannenelftal ·
Militair vrouwenelftal ·
Strandteam ·
Vrouwen Strandteam ·
Futsalteam ·
Vrouwen Futsalteam

EK-wedstrijden ·
WK-wedstrijden ·
Resultaten kwalificaties en eindronden ·
Nederland B-wedstrijden ·
Officieuze wedstrijden ·
EK-wedstrijden vrouwen ·
WK-wedstrijden vrouwen ·
Resultaten vrouwen kwalificaties en eindronden
1905 – 1919 ·
1920 – 1929 ·
1930 – 1939 ·
1940 – 1949 ·
1950 – 1959 ·
1960 – 1969 ·
1970 – 1979 ·
1980 – 1989 ·
1990 – 1999 ·
2000 – 2009 ·
2010 – 2019 ·
2020 – 2029
2015 ·
2016 ·
2017 ·
2018 ·
2019 ·
2020 ·
2021 · 
2022
EK's: 1976 · 
1980 · 
1988 · 
1992 · 
1996 · 
2000 · 
2004 · 
2008 · 
2012 · 
2020 · 
2024
WK's: 1934 · 
1938 · 
1974 · 
1978 · 
1990 · 
1994 · 
1998 · 
2006 · 
2010 · 
2014 · 
2022
OS: 1908 ·
1912 ·
1920 ·
1924 ·
1928 ·
1948 ·
1952 ·
2008
Albanië ·
Andorra ·
Argentinië ·
Armenië ·
Australië ·
België ·
Bosnië en Herzegovina ·
Brazilië ·
Bulgarije ·
Canada ·
Chili ·
China ·
Colombia ·
Costa Rica ·
Curaçao ·
Cyprus ·
DDR ·
Denemarken ·
Duitsland ·
Ecuador ·
Egypte ·
Engeland ·
Estland ·
Faeröer ·
Finland ·
Frankrijk ·
GOS · 
Georgië ·
Ghana ·
Gibraltar ·
Griekenland ·
Hongarije ·
Ierland ·
IJsland ·
Indonesië ·
Iran ·
Israël ·
Italië ·
Ivoorkust ·
Japan ·
Joegoslavië ·
Kameroen ·
Kazachstan ·
Kroatië ·
Letland ·
Liechtenstein ·
Luxemburg ·
Malta ·
Marokko ·
Mexico ·
Moldavië ·
Montenegro ·
Nederlandse Antillen ·
Nigeria ·
Noord-Ierland ·
Noord-Macedonië ·
Noorwegen ·
Oekraïne ·
Oostenrijk ·
Paraguay ·
Peru ·
Polen ·
Portugal ·
Qatar ·
Roemenië ·
Rusland ·
Saarland ·
San Marino ·
Saoedi-Arabië ·
Schotland ·
Senegal ·
Servië en Montenegro ·
Slovenië ·
Slowakije ·
Sovjet-Unie ·
Spanje ·
Suriname ·
Thailand ·
Tsjechië ·
Tsjecho-Slowakije ·
Tunesië ·
Turkije ·
Uruguay ·
Verenigd Koninkrijk ·
Verenigde Staten ·
Wales ·
Wit-Rusland ·
Zuid-Afrika ·
Zuid-Korea ·
Zweden ·
Zwitserland
Argentinië (1978) ·
Argentinië (2006) ·
Argentinië (2014) ·
Argentinië (2022) ·
Australië (2014) ·
Brazilië (2014) ·
Chili (2014) · 
Costa Rica (2014) ·
Denemarken (2010) ·
Denemarken (2012) ·
Duitsland (2012) · 
Ecuador (2022) · 
Frankrijk (2008) ·
Italië (2008) ·
Ivoorkust (2006) ·
Japan (2010) ·
Kameroen (2010) ·
Mexico (2014) · 
Noord-Macedonië (2021) · 
Oekraïne (2021) · 
Oostenrijk (2021) · 
Portugal (2006) ·
Portugal (2012) ·
Portugal (2019) ·
Qatar (2022) ·
Roemenië (2008) ·
Rusland (2008) ·
San Marino (2011) ·
Senegal (2022) ·
Servië en Montenegro (2006) ·
Sovjet-Unie (1988) ·
Spanje (2010) ·
Spanje (2014) ·
Tsjechië (2021) · 
Uruguay (2010) ·
Verenigde Staten (2022) · 
West-Duitsland (1974)